# Аєлсон
64°39′56″ пн. ш. 147°06′04″ зх. д. / 64.6656° пн. ш. 147.101° зх. д.
Аєлсон (англ. Eielson) — база Військово-Повітряних Сил США на Алясці, поблизу міста Фербанкс, названа на честь полярного пілота Карла Аєлсона. 
На Аєлсоні базуються винищувачі F-16, штурмовики A-10 та повітряні заправщики KC-135. База використовується для підготовки пілотів для дій в арктичних умовах.

### 354-те винищувальне авіаційне крило

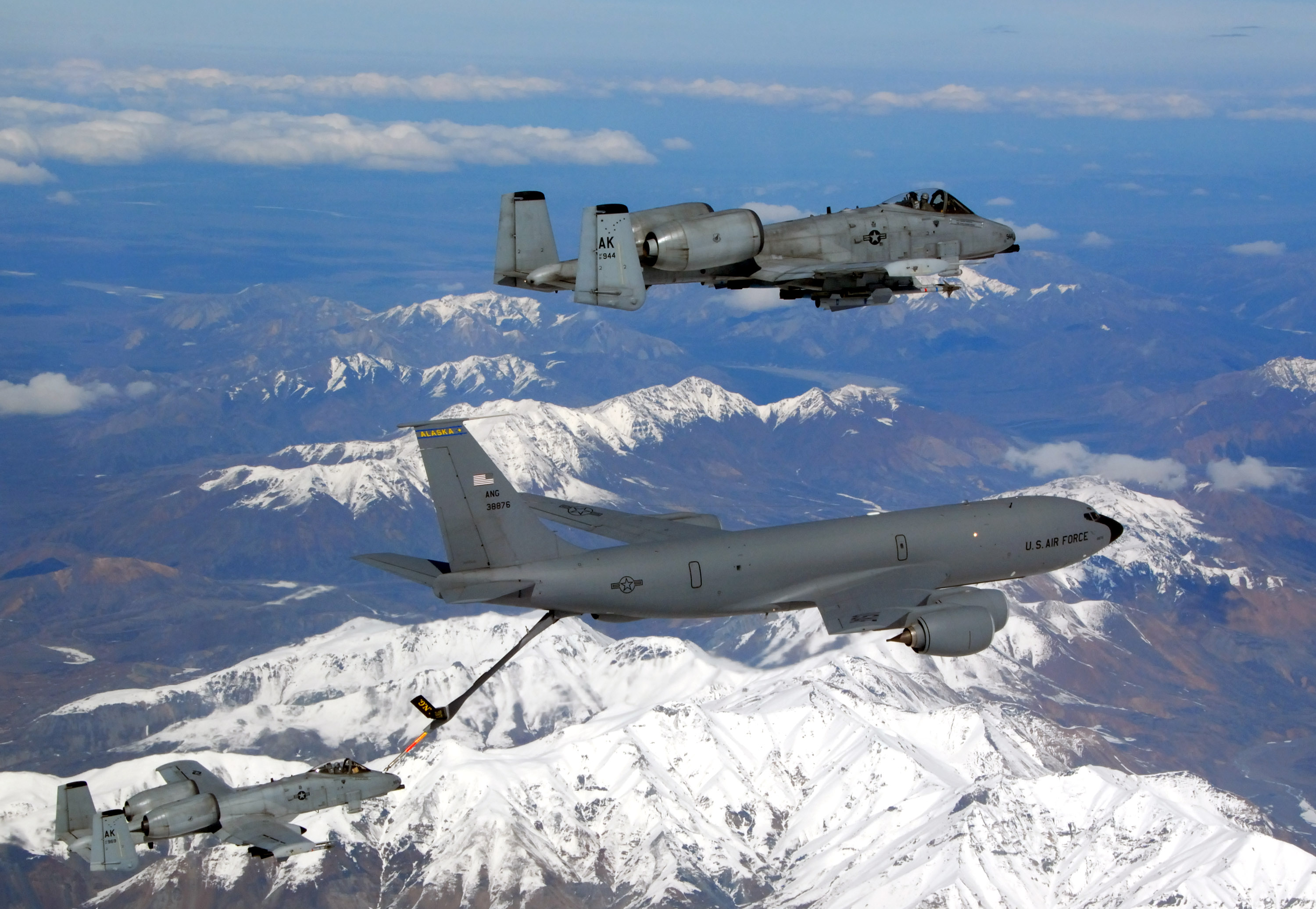
Fairchild-Republic A-10 Thunderbolt II заправляється в повітрі із літака KC-135 Стратотанкер з Національної повітряної гвардії Аляски 168-го авіаційного крила дозаправки паливом.

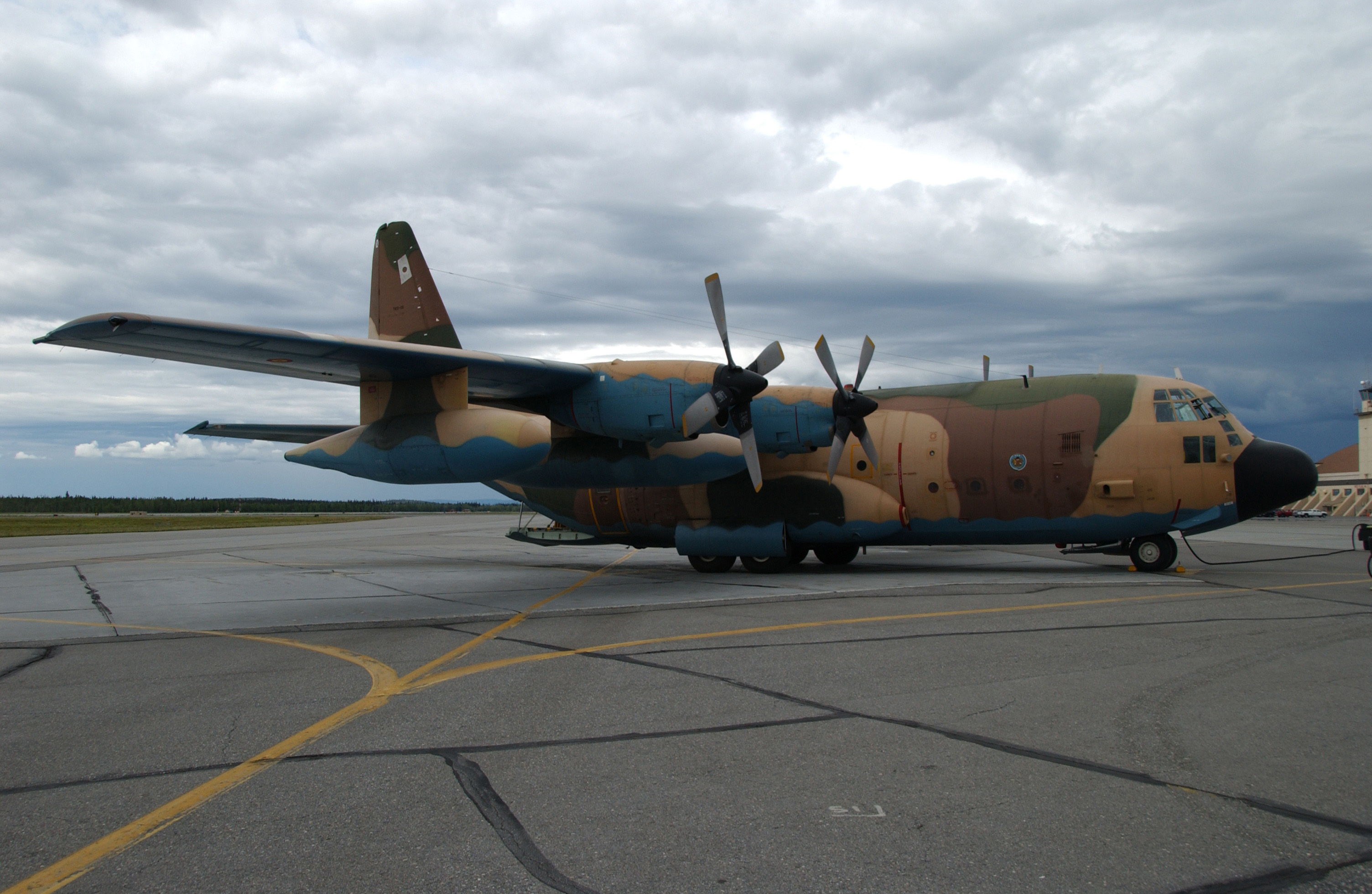
Lockheed C-130 Hercules, літак Іспанських ВПС, на парковці під час перебування протягом навчань Red Flag-Alaska 07-3 на базі ВПС Аєлсон.